# Spalangia sulcifera
Spalangia sulcifera is een vliesvleugelig insect uit de familie Pteromalidae. De wetenschappelijke naam is voor het eerst geldig gepubliceerd in 1963 door Boucek.